# Guatemalasaxstjärt
Guatemalasaxstjärt (Doricha enicura) är en fågel i familjen kolibrier.

## Utseende och läte
Guatemalasaxstjärten är en liten kolibri med lång och böjd näbb. Hanen är spektakulär med en mycket lång och kluven stjärt som dock vanligen hålls ihop som en spets. I bra ljus syns att strupen glittrar i grönt och lila, men oftast ser den enbart mörk ut. Honan är beigefärgad undertill.

## Utbredning och systematik
Fågelns utbredningsområde är högländer från södra Mexiko (Chiapas) till västra Honduras och El Salvador. Den behandlas som monotypisk, det vill säga att den inte delas in i några underarter.

## Levnadssätt
Guatemalasaxstjärten hittas i buskiga skogar och igenväxta gläntor i bergstrakter. Där födosöker den tystlåtet på alla höjder och undgår lätt upptäckt.

## Status och hot
Arten har ett stort utbredningsområde, men tros minska i antal, dock inte tillräckligt kraftigt för att den ska betraktas som hotad. Internationella naturvårdsunionen IUCN listar arten som livskraftig (LC). Beståndet uppskattas till i storleksordningen 20 000 till 50 000 vuxna individer.